# Dare (Mulo)
Dare (Mulo) ist eine osttimoresische Siedlung im Suco Mulo (Verwaltungsamt Hato-Udo, Gemeinde Ainaro).

## Geographie und Einrichtungen

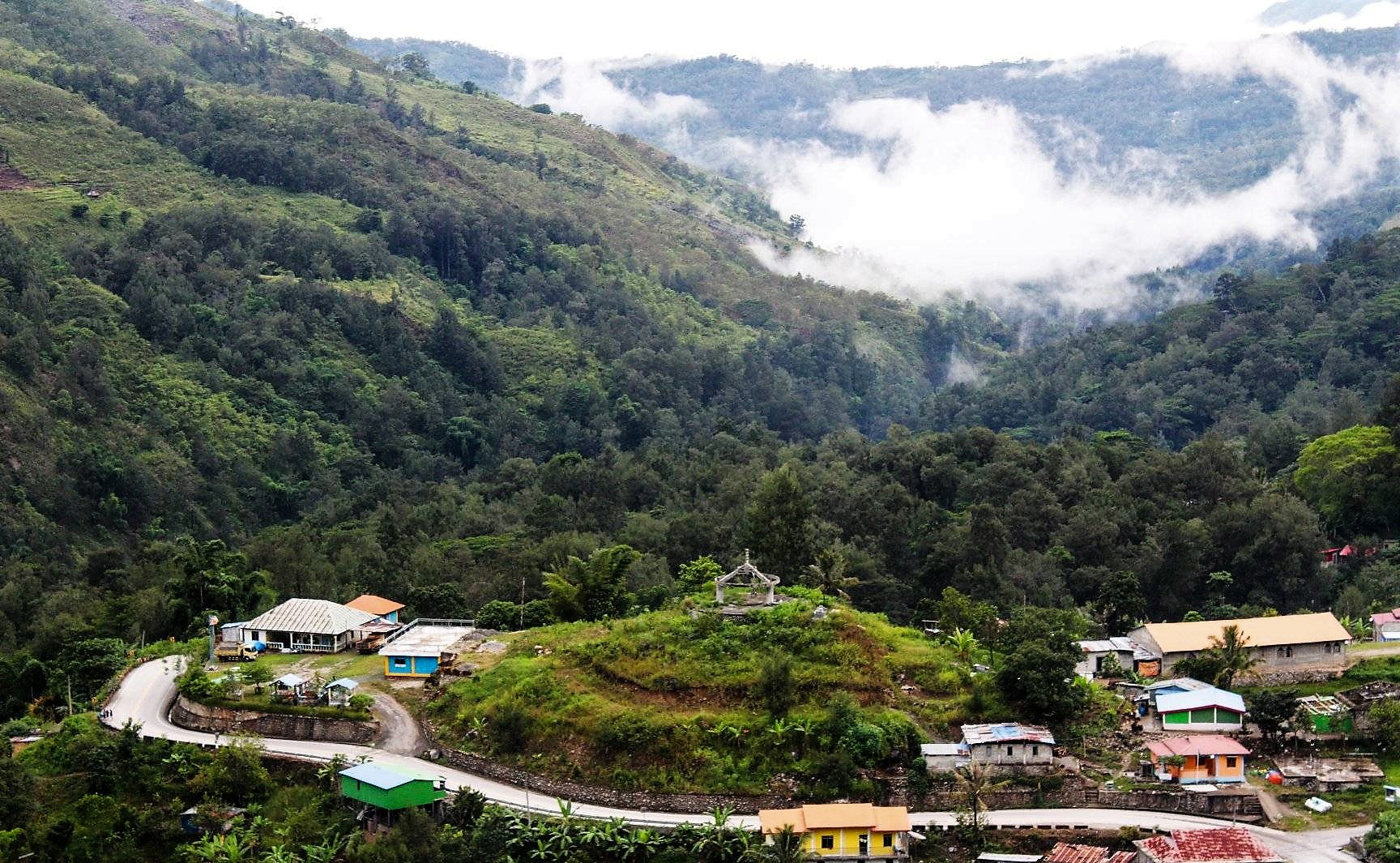
Pavillon in Dare

Das Dorf liegt im Süden der Aldeia Mulo, auf einer Meereshöhe von 1032 m. Durch die Siedlung führt die Überlandstraße von Ainaro nach Dili. Eine weitere Straße geht nach Osten zu den Ortschaften Ernaro, Karaulun und Boetua im Suco Mauchiga. Die Überlandstraße führt nach Südwesten vorbei an der Siedlung Dare Boetua zum Dorf Suruhati. Nordöstlich liegt das Dorf Tatiri Baru. Südöstlich fließt der Belulik, der Grenzfluss zum Suco Mauchiga.
In Dare befinden sich ein Friedhof und eine evangelische Kapelle.

## Geschichte

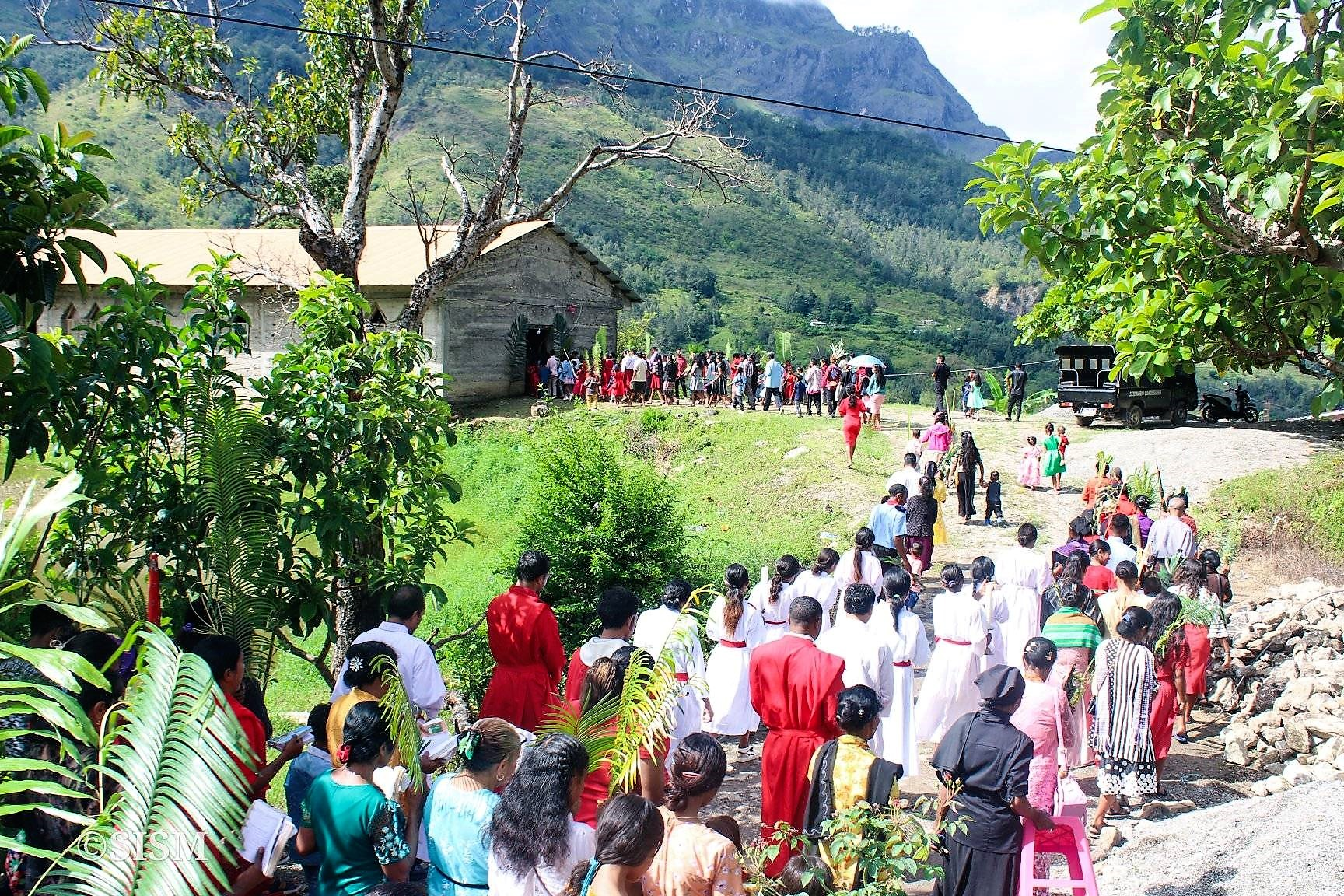
Palmsonntag in Dare (2023)

Die Region war Operationsgebiet der FALINTIL, die gegen die indonesischen Invasoren kämpfte. Am 20. August 1982 griffen FALINTIL-Kämpfer, unterstützt von Bewohnern Mauchigas und Dares, die Koramil in Dare und Koramil und Polizei in Hatu-Builico an. Dies war Teil des Cabalaki-Aufstands, bei dem mehrere indonesische Stützpunkte in der Region gleichzeitig attackiert wurden. Die Indonesier schickten sofort Truppen in die Region. In Dare wurden Häuser niedergebrannt, Schulen geschlossen und Frauen und Kinder dazu gezwungen, Wache in Militärposten zu halten. Außerdem kam es zu Zwangsumsiedlungen, Brandschatzung, Plünderungen und Vergewaltigungen. Die Militärposten wurden in jeder Aldeia der Region errichtet, dazu kamen acht Gemeindeposten um Dare herum. FALINTIL-Kämpfer und ein Großteil der Bevölkerung flohen aus dem Gebiet.

## Persönlichkeiten
Dare war die Heimat von Raul da Cruz Tilman (Kampfname Tigri Cablake, * 23. April 1962, † 19. Dezember 2003). Im Unabhängigkeitskampf bekleidete er in der FALINTIL die Position des stellvertretenden Kommandanten der Region 3.